# LUMIERE
LUMIERE — український музичний гурт, що виконує композиції у стилі рок із елементами лірики. Відомий проникливими текстами та мелодійністю.

## Історія
Гурт LUMIERE був заснований у 2010 році Романом Веремейчиком, студентом спеціальності «академічний вокал» Київської муніципальної академії музики імені Рейнгольда Глієра. До складу гурту увійшли гітарист Тарас Тягун, басист Леонід Понежда та барабанщик Максим Голубничий.
У 2011 році Роман Веремейчик взяв участь у телевізійному шоу «X-Фактор», де досяг фіналу, що привернуло значну увагу до гурту.
Після завершення шоу гурт активно працював над новим матеріалом і у 2013 році підписав контракт із Sony Music, випустивши міні-альбом «Година пік», до якого увійшло 5 оригінальних композицій та ремікс на пісню «Війна».
Під час випуску альбому на iTunes в 2024 році, дебютний альбом Люм'єр зайняв 2 місце в чарті продажів.
В 2017 році, гурт LUMIERE були учасниками конкурсу відбору Євробачення-2017 та дійшли до півфіналу відбору, поступившись гурту Сальто Назад.

## Альбоми
- 2017 — Make It Real[9]